# En stilla flirt
En stilla flirt är en svensk romantisk komedifilm från 1934 i regi av Gustaf Molander. Filmen är baserad på romanen Blomman i mitt knapphål av Edith Øberg. I huvudrollerna ses Tutta Rolf och Ernst Eklund.

## Handling
Diddi Werner är föräldralös och har uppfostrats av sina mostrar Lotten och Amalia. Amalia vill att hon ska studera vidare efter examen medan Lotten vill att hon ska gifta sig. Lotten förutspår hennes framtid i kort och ser en mörk, äldre man.
Lite senare blir Diddi förälskad i sin förmyndare Doktor Green, men han tänker mest på sitt arbete och kvinnor inom teatern. Hon reser till Stockholm och lär sig där av vännen Sally att föra sig som en riktig femme fatale.

## Om filmen

### Visningar
Filmen hade norsk premiär den 26 december 1933 på biograf Eldorado i Oslo. Den svenska premiären ägde rum den 29 januari 1934. Filmen har också visats i SVT ett antal gånger mellan åren 1973 och 2010

### Norsk version
Filmen spelades också in en norsk version med norska skådespelare. Tutta Rolf, som var norska, hade huvudrollen i båda versionerna. Den norska titeln var En stille flirt.

## Rollista (i urval)
- Tutta Rolf – Diddi Werner
- Ernst Eklund – Doktor Gunnar Green
- Margit Manstad – Sally Garbel
- Einar Axelsson – Henry Wallé, parfymör
- Thor Modéen – Swanson, fotograf
- Carl-Gunnar Wingård – Gründer, skräddare
- Steinar Jøraandstad – Dr. Gerhardt
- Benkt-Åke Benktsson – Mr. Wilder
- Gull Natorp – Mrs. Wilder
- Julia Cæsar – Moster Amalia
- Lotten Olsson – Moster Lotten[4]

## Musik i filmen (i urval)
- Dina blåa ögon lova mer än dina röda läppar ger  Kompositör: Jules Sylvain, svensk text: Gösta Stevens, sång: Steinar Jøraandstad
- Tra-la-la  Kompositör: Jules Sylvain, svensk text: Åke Söderblom, sång: Margit Manstad
- En stilla flirt  Kompositör: Jules Sylvain, svensk text: Gösta Stevens, sång: Tutta Rolf m.fl.
- Du är just en så'n  Kompositör: Jules Sylvain, svensk text: Gösta Stevens (Edith Øberg norsk text, liksom de ovan), sång: Tutta Rolf m.fl.[5]